# Allessia Claes
Allessia Claes (1981) é uma política belga e membro da Nova Aliança Flamenga.
Claes participou em eleições pela primeira vez nas eleições municipais de 2012 na sua cidade natal de Scherpenheuvel-Zichem, e conseguiu tornar-se vereadora da cidade. Ela foi líder do partido e candidata a presidente pelo N-VA nas eleições municipais de 2018 em Scherpenheuvel-Zichem. Então, tornou-se líder do partido para a facção do N-VA de cinco membros no conselho da cidade. Nessas eleições, ela também candidatou-se ao conselho provincial, ficando em 14.º lugar. Nas eleições regionais belgas de 2019, Claes foi eleita deputada flamenga pela lista do N-VA no círculo eleitoral de Brabante Flamengo com 10 260 votos. Ela também foi enviada para o Senado como senadora estadual.